# Kannada Prabha
Kannada Prabha is een  Kannada-talige ochtendkrant die verschijnt in de Indiase deelstaat Karnataka. Het blad werd opgericht door Ramnnath Goenka en verscheen voor het eerst op 4 november 1967. De krant maakt deel uit van The New Indian Express group, eigendom van Manoj Kumar Sonthalia, kleinzoon van oprichter Goenka. Het hoofdkantoor van het blad is gevestigd in Bangalore. Er verschijnen edities in Bangalore, Mangalore, Belgaum, Shimoga en Hubli. De huidige hoofdredacteur (2012) is Vishweshwar Bhat.